# Giovanni Alliata
Giovanni Alliata (* in Pisa; † 30. Oktober 1816 in Rom) war ein italienischer Priester.

## Leben
Alliata stammte aus einer Patrizierfamilie. Der Sohn Francesco Alliatas und Bruder von Ranierio Alliata, Erzbischof von Pisa und zuvor Bischof von Volterra, trat am 28. Februar 1782 in die römische Prälatur als Referendar der Gerichtshöfe der Apostolischen Signatur ein. Andrea Corsini machte ihn zum Vollstrecker seines Testaments. Papst Pius VI. ernannte ihn am 14. Februar 1785 zum Generalauditor der Apostolischen Kammer. Er war von 1794 bis 1798 Zivilauditor der Apostolischen Kammer. Nach der ersten Restauration der päpstlichen Regierung in Rom ernannte Pius VII. ihn am 30. Oktober 1800 zum Auditor des Gerichtshofs der Apostolischen Signatur. Am 25. April 1802 wurde er Gouverneur von Loreto. In diesem Amt blieb er bis zur französischen Invasion der Marken. Am 4. Juni 1808 wurde er Proauditor Seiner Heiligkeit nach der napoleonischen Besetzung Roms. In seinen Funktionen wurde er nach der Wiederherstellung der päpstlichen Regierung in Rom bestätigt und zudem zum Koadjutor des päpstlichen Auditor Alessandro Lacchini erhoben, dem er in dieser Aufgabe am 27. August 1815 nachfolgte. Am 15. August 1814 wurde er Kanoniker des Petersdoms. Als außerordentlicher Nuntius wurde er im Oktober 1814 in besonderer Mission in die Toskana entsandt.
Nach einer Angabe Philippe Bountrys wollte Pius VII. ihn im Jahr 1816 zum Kardinal erheben, doch lehnte Alliata dies ab. Der Papst nahm dann seinen Rücktritt als Auditor aus gesundheitlichen Gründen am 22. Juli 1816 an. Er wurde als Kanoniker des Petersdoms mit einer Rente von 1600 Scudi bestätigt.
Giovanni Alliata wurde in der Kirche Santi Vincenzo e Anastasio a Trevi beigesetzt.